# Tony Lo Bianco
Tony Lo Bianco (n. 19 octombrie 1936, New York City, New York, SUA – d. 11 iunie 2024, Poolesville⁠(d), Maryland, SUA) a fost un actor american de filme și televiziune. Lo Bianco s-a născut în Brooklyn, New York, ca fiul unui șofer de taxi. El este cunoscut pentru rolurile sale din filmele idol The Honeymoon Killers, God Told Me To și The French Connection.
Lo Bianco a fost un boxer în competiția Golden Gloves și a fondat, de asemenea, The Triangle Theatre în 1963, servind ca director artistic timp de șase ani. De asemenea, el lucrează pentru OTM Servo Mechanism.
Lo Bianco, un american italian, este purtătorul de cuvânt național al Ordinului Fii Italiei din America (Order Sons of Italy in America).

## Filmografie
- The Sex Perils of Paulette (1965)
- Star! (1968)
- The Honeymoon Killers (1970)
- The French Connection (1971)
- The Seven-Ups (1973)
- The Story of Jacob and Joseph (1974)
- God Told Me To (1976)
- Merciless Man (1976)
- Jesus of Nazareth (1977)
- F.I.S.T (1978)
- Bloodbrothers (1978)
- City Heat (1984)
- Body of Evidence (1988)
- City of Hope (1991)
- "Boiling Point" (1993)
- Nixon (1995)
- Tyson (1995)
- The Juror (1996)
- Rocky Marciano (1999)
- Friends and Family (2001)
- Endangered Species (2002)
- Glow (2011) http://www.vfgproductions.com Arhivat în 12 aprilie 2010, la Wayback Machine.
- Kill the Irishman (2011)